# Arbogaån
Arbogaån er en å som løber fra søen Väringen (32 moh.) ved Frövi i Örebro län mod vest, gennem Arboga i Västmanlands län (hvor Hjälmare kanal udgår mod syd) med udløb i Mälaren ved Kungsör. Arbogaån er en af de såkaldte bergslagsåer og en af Mälarens største tilløb. Den er 45 km lang, 163 km inklusive kildefloder, og med en gennemsnitlig vandmænge på 44 m3/s. Afvandingsområdet er 3.808 km²,. På en strækning er den grænse mellem landskaperne Västmanland og Närke.
Åen har to større tilløb, Dyltaån og Fröviån; Tilløbene til disse kommer fra grænseområderne mellem Dalarna og Västmanland ved Grängesberg. 
Arbogaån er sejlbar til Arboga (ca. 15 km) og har forbindelse med Hjälmaren gennem Hjälmare kanal.
59°25′50″N 16°06′15″Ø / 59.4306°N 16.1042°Ø